# 點斑鰭飛魚
點斑鰭飛魚（学名：Cheilopogon spilopterus），又名點鰭鬚唇飛魚、飛烏，为飛魚科燕鰩魚屬下的一个种。